# Plaça de Gato Pérez
Plaça de Gato Pérez és una petita plaça del barri de Gràcia de Barcelona, a la cruïlla del carrer de Josep Torres i del carrer Tagamanent. En comparació amb la resta de places gracienques és relativament recent, atès que va ser inaugurada el 18 d'octubre de 1990; va comptar amb l'actuació del grup local Sabor de Gràcia.
L'espai rep el seu nom en honor al cantautor argentí de nom artístic homònim, el qual va estar molt vinculat al barri i especialment als carrers que acullen la plaça. És al bar Petxina, ubicat a la mateixa plaça i que actualment és una fusteria, on l'artista s'intruí en la rumba catalana veient actuar els gitanos i sumant-s'hi a ells. Un altre edifici emblemàtic va ser el taller de reparacions de Harley Davidson que hi hagué en el número 11.
La plaça fa 265 m² i l'envolten diversos edificis, encara que cap està numerat a aquesta, sinó que pertanyen al carrer Torres. El paviment té la particularitat de conformar una silueta de mitja guitarra a través de llambordes vermelles, rajoles de formigó i peces de granits. A l'escocell de l'únic arbre de la plaça s'hi instal·là una placa en ferro anomenada A Gato Pérez promoguda per la Unió Gitana de Gràcia el maig de 1991; actualment s'ha retirat.
Ha estat el centre neuràlgic de la Festa Major de Gràcia al carrer Torres en els diferents períodes que el veïnat hi ha participat. En la dècada de 1990 van obtenir molt bons resultats amb dos primers premis (1990 i 1991) i diversos segons.